# Préfet des études
 (juillet 2017).
Si vous disposez d'ouvrages ou d'articles de référence ou si vous connaissez des sites web de qualité traitant du thème abordé ici, merci de compléter l'article en donnant les références utiles à sa vérifiabilité et en les liant à la section « Notes et références ».
La fonction et le titre de préfet des études ont un sens similaire dans différents systèmes administratifs.

## Belgique
Selon le Service belge d'Information sur les Études et les Professions (SIEP)
,
"préfet des études" est un des synonymes de "directeur d'établissement". Cf. Aimée Bologne-Lemaire[réf. souhaitée].

## France
Cité par le SNES,
le Grand Larousse universel du XIXe siècle indique que « le Préfet des Etudes est chargé, dans les collèges de jésuites, de veiller à la discipline et au bon fonctionnement des études. »
Le préfet des études est qualifié de nouveau professionnel de l'Éducation nationale, en France. La fonction est testée, en 2010 puis est généralisée à la rentrée 2011 dans les établissements ÉCLAIR (Écoles, Collèges et Lycées pour l'Ambition, l'Innovation et la Réussite).

### Missions
L'objectif prioritaire, dans la définition officielle du Ministère de l'Éducation nationale est : « L'amélioration des acquis et des certifications scolaires des élèves, le développement de synergies entre pédagogie et vie scolaire. C'est un acteur clef du programme ECLAIR : écoles, collèges et lycées pour l'ambition, l'innovation et la réussite », qui est un des dispositifs de l'éducation prioritaire.
Ses missions principales sont :
- le suivi individualisé des élèves du point de vue éducatif et pédagogique, en liaison avec le Conseiller Principal d’Éducation et le professeur principal
- la relation avec les parents d'élèves
- le respect des règles communes
- la coordination du travail éducatif et pédagogique en équipe
- la communication et la mise en place de projets avec différents partenaires internes et externes à l'établissement scolaire

Son cadre de travail est défini sur le plan national mais adapté au niveau local. Chaque établissement ECLAIR compte un préfet par niveau au collège et un pour les secondes en lycée.
Cependant, la définition professionnelle de ce nouveau personnel de l’Éducation Nationale constitue une véritable révolution ; en effet, son travail est défini par une lettre de mission individuelle, établie pour trois ans. De plus, il est recruté, sur profil de poste, par le chef d'établissement. Ses collègues, professeurs, conseillers principaux d’éducation, etc., sont recrutés nationalement par concours mais sont également recrutés par un poste à profil pour les établissements ECLAIR. Cette différence significative s'inscrit dans la politique d'autonomie et de nouvelle "gouvernance" voulue par le gouvernement français. La "logique de résultats" prime depuis la LOLF, Loi organique relative aux lois de finances du premier août 2001, qui réforme en profondeur la gestion de l'État et change radicalement les approches professionnelles des fonctionnaires, sans pour autant que des résultats pédagogiques positifs puissent être rapportés par aucune étude objective aux dispositifs managériaux créés par la loi.